# Jari Verstraeten
Jari Verstraeten (8 februari 1989) is een Belgisch wielrenner.

## Carrière
Toen zijn ploeg, Veranda's Willems Cycling Team, in 2017 een stap hogerop deed was er geen plaats voor Verstraeten. Hij zette een stap terug en nam in 2017 deel aan de Ronde van Burkina Faso, waar hij zijn eerste UCI-overwinning behaalde: in de zesde etappe bleef hij het peloton negentien seconden voor.

## Belangrijkste overwinningen
2017
6e etappe Ronde van Burkina Faso (UCI 2.2)
2018
Provinciaal Kampioenschap tijdrijden Oost-Vlaanderen
5e etappe Ronde van Togo
2019
1e etappe Ronde van Madagascar
2023
 Belgisch Kampioenschap elite zonder contract te Putte
Provinciaal Kampioenschap tijdrijden Oost-Vlaanderen
3e etappe Aziz Shusha (UCI 2.2)

## Ploegen
- 2015 –  Veranda's Willems Cycling Team (vanaf 16-7)
- 2016 –  Veranda's Willems Cycling Team